# Molophilus (Molophilus) floridensis
Molophilus (Molophilus) floridensis is een tweevleugelige uit de familie steltmuggen (Limoniidae). De soort komt voor in het Nearctisch gebied.